# Парк культури та відпочинку імені І. М. Кожедуба
Парк культури та відпочинку імені І. М. Кожедуба — великий парк культури та відпочинку в обласному центрі місті Сумах; міський заклад культури, одне з найулюбленіших місць дозвілля й відпочинку городян та гостей міста. Носить ім'я льотчика-винищувача тричі Героя Радянського Союзу Івана Микитовича Кожедуба.
У Парку регулярно проходять виставки, фестивалі та інші культурні заходи. У сум'ян за парком закріпилась народна назва «Дорослий», на противагу «Дитячому» — паркам «Дружба» і «Казка» обабіч проспекту Шевченка.

## Розташування і опис

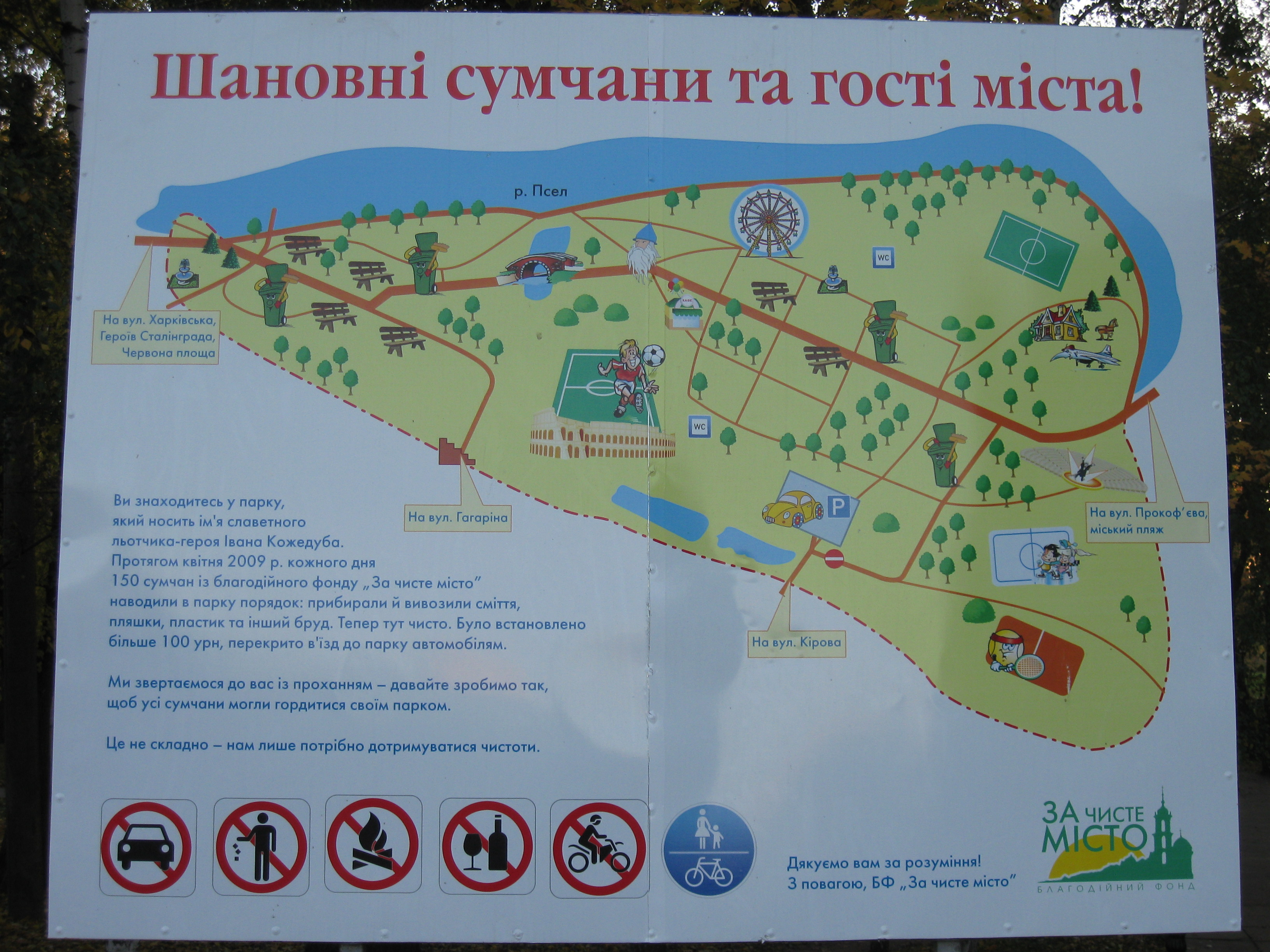
Один з інфостендів Парку (розставлені біля входів)

Парк Кожедуба розташований у самому середмісті Сум — зі сходу і півдня він обмежений річкою Пслом, із заходу — частково межує з вуличною забудовою (вулиця Гагаріна), фактично з виходом на вулицю Кірова.
Центральний вхід до парку — на північний — розташований біля одного з найжвавіших міських перехресть Сум — ріг Покровської площі та вулиць Героїв Сталінграда і Харківської. Біля центрального входу до парку встановлені пам'ятний камінь з меморіальною дошкою і пам'ятник на честь Івана Кожедуба.
У південно-східній частині парку на березі Псла на природному півострівці розташований міський пляж. Ця частина парку поєднана з вулицею Прокоф'єва та легкоатлетичним манежем пішохідним мостом.
Також у парку розташовані численні атракціони, зокрема колесо огляду; різноманітні дерев'яні скульптури; у теплу пору року тут працює танцювальний майданчик, де відбуваються різноманітні дискотеки.
Фактично у парку — власне між Парком і вулицю Гагаріна розташований один з найкращих у країні стадіон «Ювілейний».
Окрасою парку лишаються його зелені насадження — понад 30 видів дерев і кущів.

## З історії парку
Парк культури та відпочинку імені І. М. Кожедуба розкинувся на території, що включила один з перших сумських міських парків — парк Лещинських, який було розбито в 1905 році.
Власне міський Парк культури та відпочинку в Сумах був заснований за СРСР — в 1933 році.
І в радянський час, і нині Парк культури та відпочинку імені І. М. Кожедуба був і лишається постійним місцем проведення свят, таких як Масляна, День Перемоги, День міста, День Незалежності тощо. У такі дні в парку повно відвідувачів, тут відбуваються різноманітні акції та народні гуляння. Але і в будні в парку досить багато людей, які прагнуть втекти від міської суєти.

Пам'ятник Кожедубу

Ще до 1991 року в Парку були встановлені атракціони — колесо огляду та інші. Нині (кінець 2000-х років) вони перебувають у діючому стані. А сам парк у роки незалежності України декілька разів додатково упорядковувався, і є нині добре організованим і охайним міським закладом культури.
Так, у 2001 році було завершено будівництво центрального міського стадіону «Ювілейний», тоді ж біля центрального входу встановили меморіальну дошку на честь Івана Кожедуба з нагоди 80-річчя від дня його народження.
Окремі заходи з упорядкування Парку культури та відпочинку імені І. М. Кожедуба були приурочені до святкування 350-ліття Сум, зокрема в 2004 році біля центрального входу був встановлений пам'ятник Івану Кожедубу. У квітні 2009 року парк упорядковували за сприяння благодійного фонду «За чисте місто».
Від 2009 року парк прикрашають прекрасні квіткові дерев'яні скульптури — образи літературних персонажів — «Три богатирі», веселий звіриний квартет із байки, велика голова Чорномора, а сам міський фестиваль «Чарівна квітка — місто Суми», що є вернісажем дерев'яної скульптури став постійним. Також у рамках святкувань з нагоди дня міста була відкрита паркова вхідна колонада.

## Галерея

Фонтан біля входу в парк
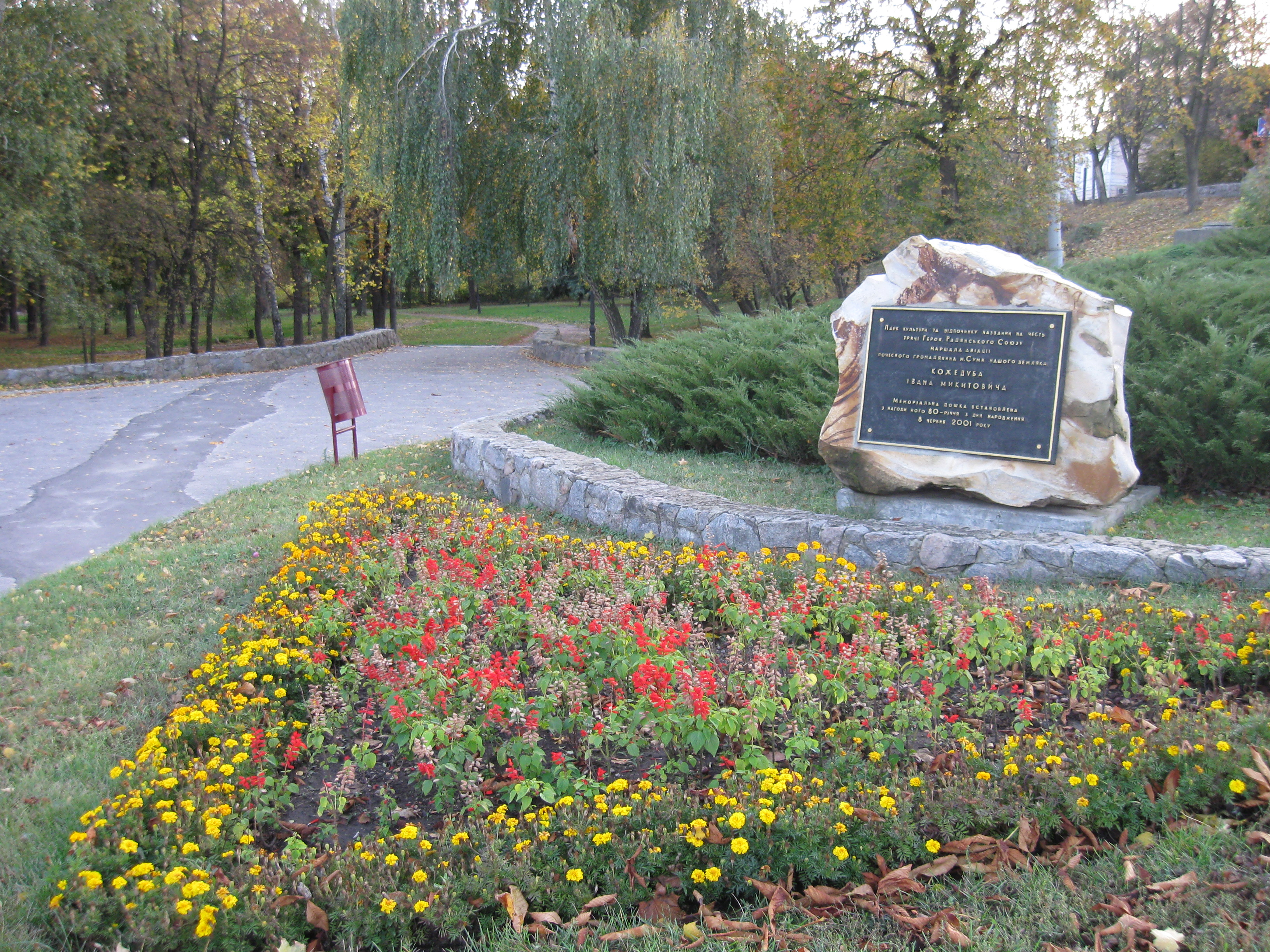
Пам'ятний камінь з меморіальною дошкою на честь 80-ліття від дня народження І. М. Кожедуба (2001)
Біля центрального входу до парку — пам'ятник Івану Кожедубу (2004)
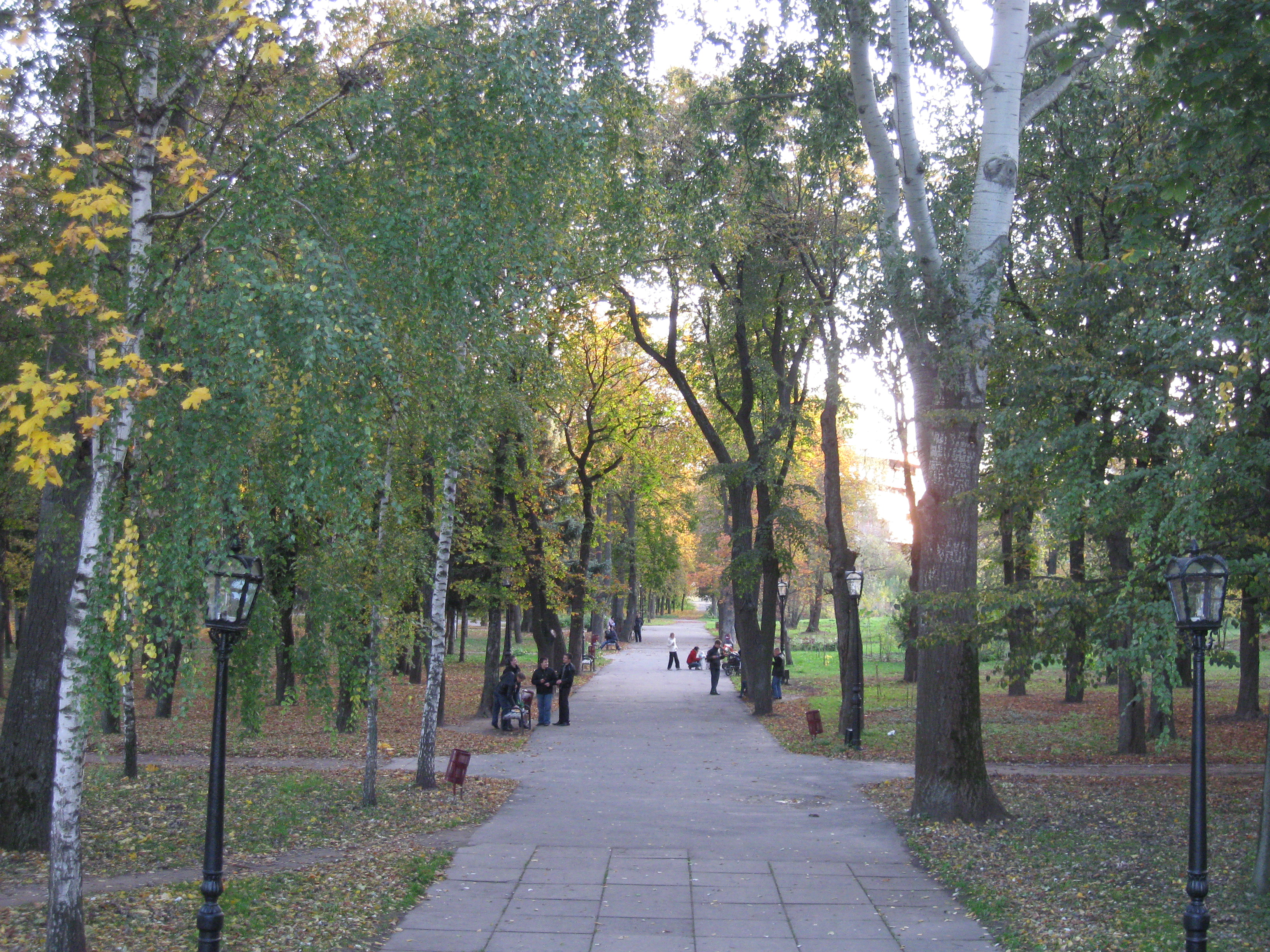
Алея парку
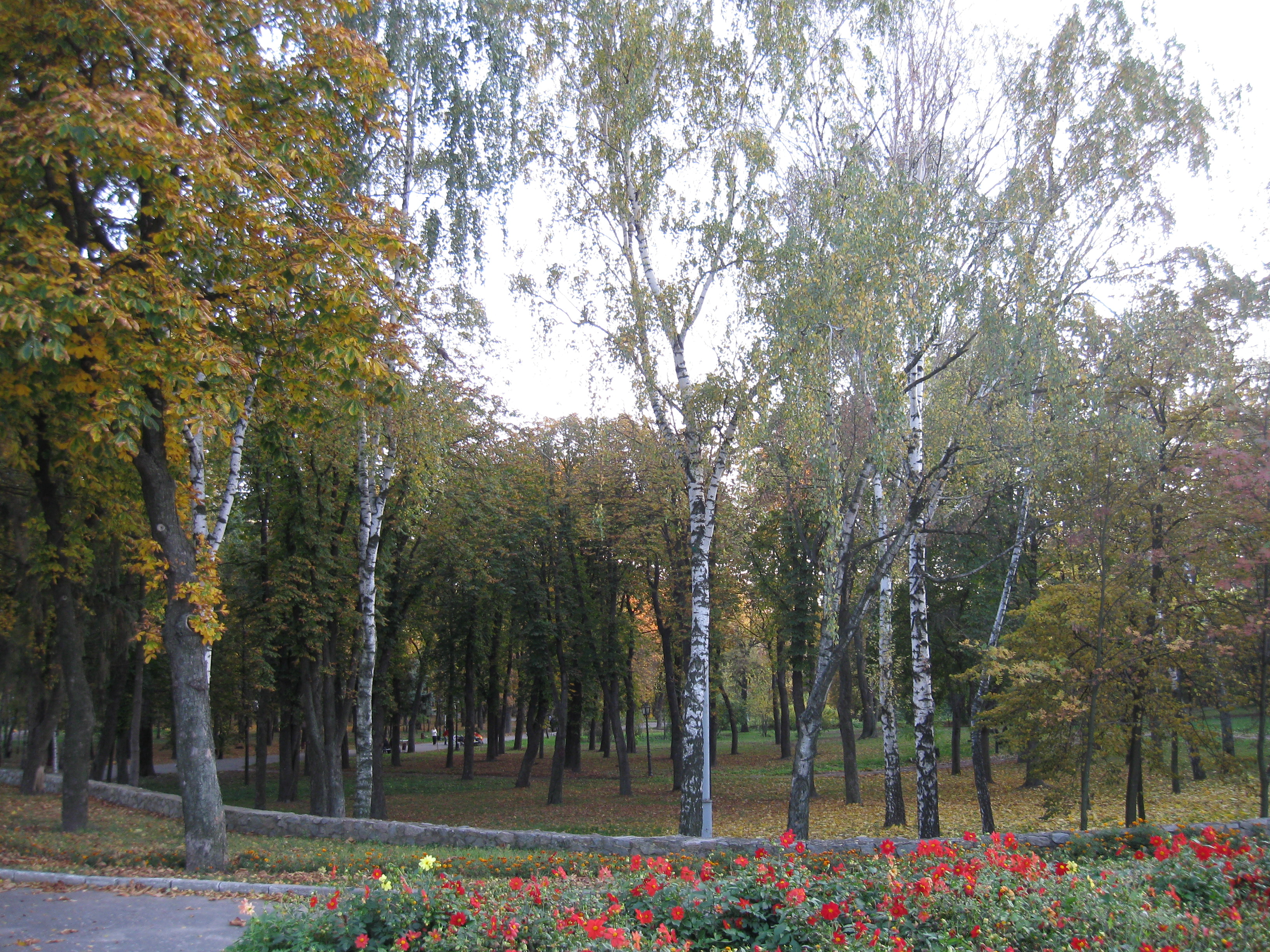
У парку